# Bruno Comparetti
Pour les articles homonymes, voir Comparetti.
Bruno Comparetti (parfois orthographié par erreur Camparetti) est un ténor français, né le 1er février 1973 à Marseille.

## Biographie
Né à Marseille de parents sardes et siciliens, il étudie le chant à Barcelone auprès du ténor espagnol Eduard Giménez i Gràcia (ca) qui lui enseigne l'art du bel canto et la technique de chant héritée de son ami et professeur le ténor espagnol Alfredo Kraus.
Il commence sa carrière en 1999  à l’opéra d'Angers dans le rôle d’Almaviva dans Le Barbier de Séville de Rossini, rôle qu'il reprendra en 2000 au Concertgebouw d’Amsterdam.
Parmi les étapes de sa carrière, Ernesto dans Don Pasquale dans une production de l'Opéra national de Lyon sous la direction du maestro Maurizio Benini ainsi qu’en Suisse à l’Opéra de Fribourg. Il chante dans les productions d'Otello de Verdi (dir. Ivan Fischer), Werther de Massenet aux côtés de Béatrice Uria Monzon (mise en scène de  Willy Decker) à l'Opéra national de Lyon, le Postillon de Lonjumeau, à l’Opéra de Dijon et au Théâtre de Longjumeau pour le bi-centenaire de la naissance d’Adolphe Adam ainsi que les rôles titres dans Haÿdée (Auber), et dans Charles VI (Halévy) dir. Miquel Ortega, au Théâtre impérial de Compiègne. 
Début 2006, il est engagé à l'Opéra Bastille pour chanter le rôle principal dans les répétitions de l'opéra Juliette de Martinů.
Il chante le rôle de Rodolfo dans La Bohème de Puccini au festival de Sédières.
Il remporte un grand succès dans le rôle de Tybalt dans Roméo et Juliette (mis en scène par Jean-Christophe Mast) à l’Opéra de Tours, rôle qu'il reprendre à l'opéra de Marseille aux côtés de Patrizia Ciofi en 2012. 
Bruno Comparetti se produit début septembre 2007 à l'Opéra de Marseille pour la création mondiale de Marius et Fanny composé par Vladimir Cosma ; il crée le rôle de Monsieur Brun aux côtés de Roberto Alagna, Angela Gheorghiu et Jean-Philippe Lafont ainsi que pour sa reprise à l'opéra d'Avignon.
En décembre 2007, il est engagé pour l’ouverture de la saison 2008 à Liverpool (Capitale Européenne 2008) par la compagnie parrainée par le chef d’orchestre Kent Nagano / Opera  European Centre pour la production d’Emilia di Liverpool, opéra méconnu de Gaetano Donizetti, remise à Bremen ( Allemagne) et Gdansk (Pologne).
Il se produit sous la direction de chefs d’orchestre tels que Giuliano Carella, Maurizio Benini, Miquel Ortega, Luciano Accocella, Claude Schnitzler, Yvan Fisher, Yuri Termikanov, Lawrence Foster, Nader Abbassi et des metteurs en scène comme Yannis Kokkos, Willy Decker, Jean-Louis Grinda, Carlos Wagner, Vincent Boussard, Mireille Laroche, Renée Auphan, Petrika Ionesco…
Pour la saison 2011-2012, il chante Tybalt dans « Romeo et Juliette » de Gounod et le chanteur de sérénade dans « la Chartreuse de Parme » d’Henri Sauguet à L’Opéra de Marseille ainsi que le Brésilien dans « la Vie Parisienne » d’ Offenbach à l’Opéra de Nantes et Angers.
En août 2012, il reprend le rôle de Vincentdans « Mireille » de Gounod pour la 1re édition du Festival « Opéra Côté jardin » au Théâtre de Verdure de Gémenos (13).
Fin 2012, il chante le rôle d' Anselmo dans « l’Homme de Mancha » de Mitch Leigh pour ses débuts à L’Opéra de Monte-Carlo, reprise de version du Capitole de Toulouse en 2010.
En août 2013, Bruno Comparetti chante à nouveau le rôle d’Alfredo dans la Traviata de Verdi au Festival « Opéra Côté jardin » au Théâtre de Verdure de Gemenos , direction Pierre Iodice.
En 2014, la Création Mondiale de l’Opéra « Colomba » d’après Prosper Mérimée à l’Opéra de Marseille composé par Jean-Claude Petit, il crée le rôle d’Orlanduccio Barricini et un matelot. (Diffusion sur France 3 en septembre 2014).
Dès la rentrée 2014-2015, il chante le rôle titre dans « Le Prince de Madrid » de Francis Lopez à Lagny sur Marne pour fêter les 100 ans de la naissance de Luis Mariano.
Depuis 2015, Bruno Comparetti se tourne vers l'enseignement du chant tous styles auprès des jeunes chanteurs.
Il apparaît dans plusieurs diffusions sur France musique, Arte, France 3 : Marius et Fanny, Hamlet, Colomba.